# Línea 500 (Florencio Varela)
La línea 500 de colectivos es una línea de transporte automotor urbano. Cumple sus servicios en el partido de Florencio Varela con trayectos desde el Cruce Varela hacia la estación Florencio Varela, y hacia distintos barrios y localidades del partido.
Desde 1974, fue operada por la empresa Treinta de Agosto Sociedad Anónima (TASA), hasta que esta última quebró y perdió la concesión de la línea en el año 2013. Actualmente es operada por la empresa Transportes San Juan Bautista Sociedad Anónima (TSJBSA), nacida y administrada por la empresa Micro Ómnibus Quilmes Sociedad Anónima (MOQSA), desde el año 2013, que también controla la línea 383.

## Administración

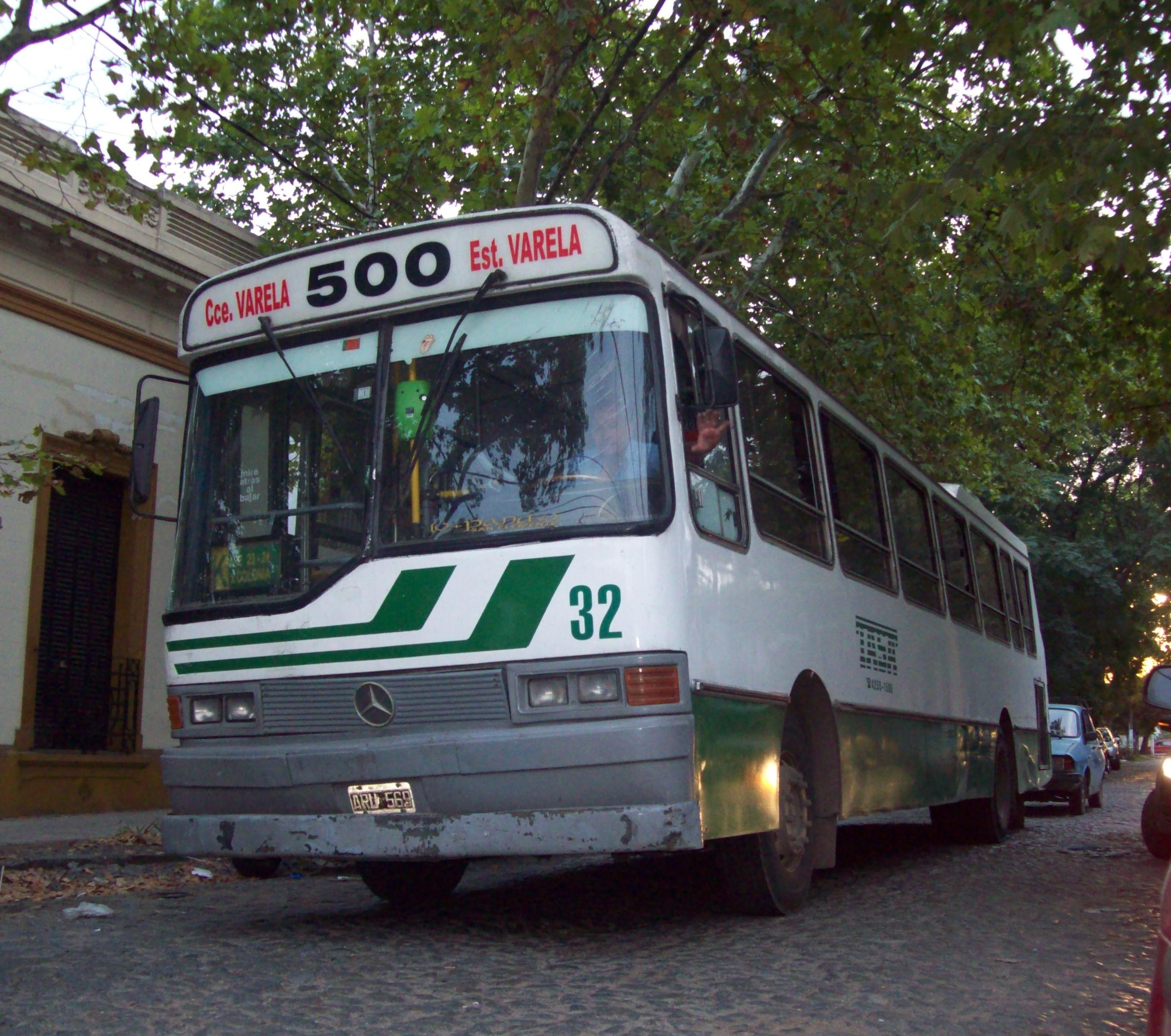
Ramal K haciendo un inusual recorrido en una calle empedrada debido a un corte en Avenida San Martín (bajo la administración de TASA).

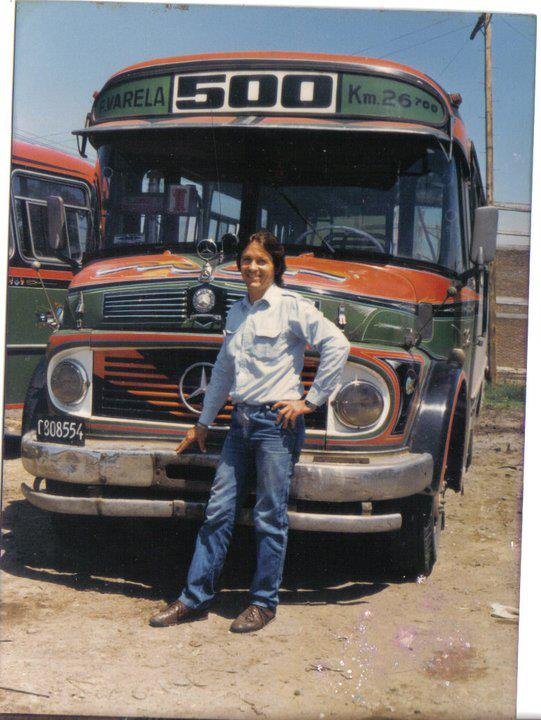
Colectivo de la línea 500 en la década de 1980.

La terminal y garaje de la empresa está ubicada en la Avenida San Martín al 6578

## Boleto
El boleto escolar es de $0,10, el Boleto educativo Secundario $0,50, mientras que el mínimo usando SUBE es de $200

## Unidades al servicio
El parque automotor de la empresa está compuesto por unidades Mercedes Benz de los siguientes modelos:
Metalpar Tronador OH 1315 L-SB (superbajo y semibajo), Metalpar Iguazú OH 1618 L-SB/OH 1718 L-SB (superbajo y semibajo), Metalpar Tronador OF 1418

## Ramales
Actualmente la línea se encuentra dividida en los siguientes ramales:
[500 (1) C. Varela-San Jorge-Santa Rosa] [503 (K) C. Varela-La Colonia-Unidad Penal]
[500 (2) Monteverde-C. Varela-Mayol]
[500 (3) Monteverde-Bosques Norte]
[500 (4) C. Varela-Cementerio]
[509 (8L) La Sirena-Mayol-San Luis]
[511 (8J) Varela-Km 26-Don José]
[512 (8M) La Sirena-Mayol]
[513 (383) Varela-Km 26-Santa Inés-Claypole]
Todos los ramales (salvo 511 y 513) comienzan su recorrido en la terminal de av. San Martín.

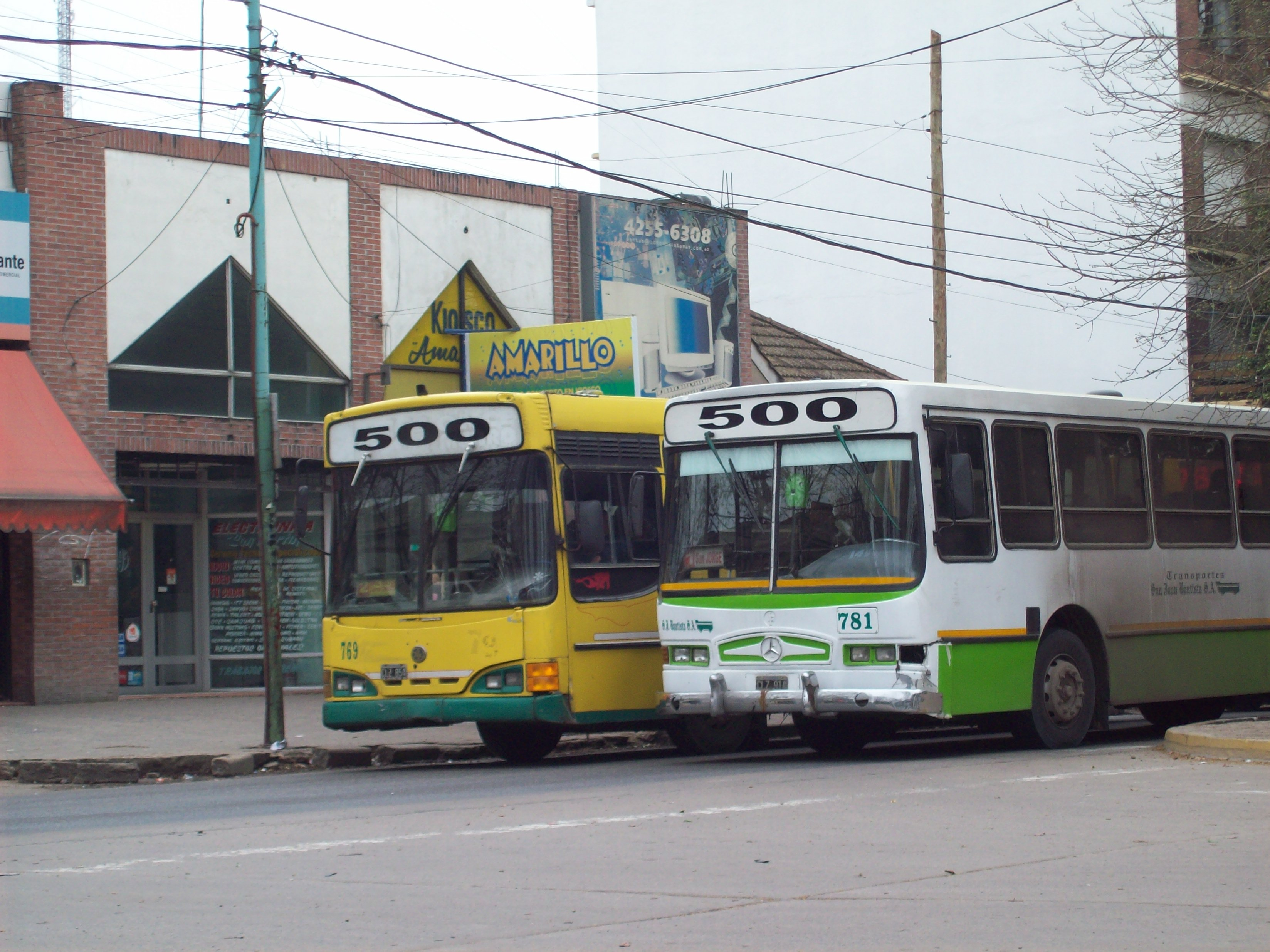
Colectivo de la línea 500 ramal 2 aún con los colores del Nuevo Hálcon, al lado un interno del ramal 1 con el nuevo esquema, operado por San Juan Bautista SA.

### Línea 500 Ramal 1
Desde Av. San Martín y Sperandío:
- Centro: Por Av. San Martín - Av. del Trabajo - Luis Braille - Sargento Cabral - Camino General Belgrano - Av. Hipólito Yrigoyen - Av. San Martín - Doctor Sallarés - Juan Bautista Alberdi - Perón - Av. San Martín - Cabello - Av. Jorge Novak (ex 13 de diciembre).
- Gobernador Costa: Calle 554 - Calle 517 hasta Humahuaca.

### Línea 500 Ramal 2
Desde Av. San Martín y Sperandío:
- Centro: Por Sperandío - La Loma - Calle 14 - Pedro Morán - Ruta Provincial 4 - Camino General Belgrano - Ruta Provincial 36 - Bombero Senzabello - General Güemes - Av. San Martín - Doctor Sallarés - Juan Bautista Alberdi - Perón - Coronel Pringles - Lavalle - Belgrano - Av. 12 de Octubre.
- Villa Vatteone: Mainini (ex Progreso) - Paso por Hospital Mi Pueblo - San Nicolás - Chañar - Río Jáchal - Mar Chiquita - Río Turbio - Río Carapachay - Luis Cariboni.

### Línea 500 Ramal 3
Igual Recorrido a Ramal 2 hasta Alberdi:
- Centro: Perón - Pringles - Doctor Sallarés - Batalla de Ituzaingó - Perón (Juan Vásquez y Av. Tte. Gral. Perón).
- Zeballos: Túnez (Calle 879) - Montserrat - San José - El Cairo - Av. Bosques.
- Bosques: Ricardo Rojas - Calle 1014 - Luis Agote - O'Gorman - Bosques Norte.

### Línea 500 Ramal 4
Desde Av. San Martín y Sperandío:
- Centro: Por Sperandío - La Loma - Calle 14 - Pedro Morán - Ruta Provincial 4 - Camino General Belgrano - Av. Hipólito Yrigoyen - Av. San Martín - Doctor Sallarés - Juan Bautista Alberdi - Perón - Av. San Martín - Av. Eva Perón - Juan Brown - Barzi - Serrano - Av. Jorge Novak (ex 13 de diciembre)
- Santa Rosa: Milán, Holanda, Bucarest, Paysandú, Yugoslavia, Madrid, Rumania,Av. Pisani. Cementerio (fin de recorrido).

### Ramal 8 (actuales lineas 509 y 512)
Desde Av. San Martín y Sperandío:
- Centro: Por Sperandío - La Loma - Calle 14 - Pedro Morán - Larrea - Darregueira - La Argentina - Azara - Hernán Cortés - Las Heras - Río de Janeiro - Alvear - Calle 54 D - Estados Unidos - Vélez Sarsfield - Doctor Sallarés - Juan Bautista Alberdi - Perón - Coronel Pringles - Lavalle - Belgrano - Av. 12 de Octubre.
- Villa Vatteone: Mainini (ex Progreso) - Paso por Hospital Mi Pueblo - San Nicolás - Chañar - Río Jáchal.

## Ramales Anteriores
Estos dos ramales ya no están en funcionamiento, sus recorridos eran los siguientes:

### Ramal 5
Desde Av. San Martín y Sperandío:
- Centro: Por Av. San Martín - Av. del Trabajo - Luis Braille - Sargento Cabral - Camino General Belgrano - Av. Hipólito Yrigoyen - Av. San Martín - Doctor Sallarés - Juan Bautista Alberdi - Perón - Av. San Martín - Av. Eva Perón - Av. Cacheuta.
- Villa San Luis: Calle 1363 - Los Inmigrantes.
- Bosques: Av. Hudson.

### Ramal 6
Igual recorrido que Ramal 5 hasta Av. Cacheuta y Calle 1363.